# Lithargyrus melzeri
Lithargyrus melzeri là một loài bọ cánh cứng trong họ Cerambycidae.